# Калиновское (Ставропольский край)
Кали́новское — село в Александровском районе (муниципальном округе) Ставропольского края России.

## Происхождение названия
Название села связано с кустами калины, растущими на берегах местной реки.

## Физико-географическая характеристика
Расположено в пределах Ставропольской возвышенности, являющейся частью Предкавказской равнины, на высоте 411 м над уровнем моря.
Находится в северной части Александровского района, к югу от границы с Петровским районом. Со всех сторон окружено землями сельскохозяйственного назначения (пашни и пастбища). По территории села проходят река Калиновка и Большой Ставропольский канал.
Протяжённость границ села — 2,4 км с севера на юг и 10,3 км с запада на восток. Расстояние до краевого центра — 81 км, до районного центра — 25 км. Ближайший населённый пункт — хутор Чепурка, расположенный в 4 км.
Рельеф сложный, природные ресурсы представлены обыкновенными слабогумусированными и солонцеватыми суглинистыми чернозёмами.

## История
Основано в 1779 году как слобода выходцами из южных губерний Российской империи. По другим данным — в 1785 году на реке Калаус отставными солдатами. Входило в Пятигорский округ, затем в Александровский уезд.
На 1819 год Калиновка входила в Александровский уезд.
По указу Николая I от 2 декабря 1832 года «Об усилении обороны Кавказской линии посредством обращения в сословие линейных казаков жителей некоторых ближайших казенных селений» в военное ведомство Калиновка отчислена из Пятигорского округа и стала станицей Калиновской 1-го Хопёрского полка Кавказского линейного казачьего войска, служившей для прикрытия поселений на реках Томузловке и Буйволе. С 1869 года — село Калиновское.
16-18 октября 1837 Николай I инспектировал территорию нынешнего Ставрополья. Путь его лежал через города Пятигорск и Георгиевск, станицу Александрийскую, села Сухая Падина, Александровское, Калиновское, Сергиевское, хутор Базовый, село Старомарьевское, город Ставрополь, села Верхнерусское, Московское, Донское, Безопасное, Преградное и Медвеженское.
На 1845 год штаб 1-го Хопёрского полка находился в станице Калиновской.
Согласно указу Александра II от 30 декабря 1869 года «О преобразовании административных учреждений в Кубанской и Терской областях» станица отчислена из Кубанского казачьего войска в Ставропольскую губернию в гражданское состояние и получила статус села. Включена в образованную Александровскую волость Пятигорского уезда.
На 1789 год слобода входила в Александровский уезд. 1 января 1880 года губернское по крестьянским делам присутствие постановило образовать волости в каждом селении: была образована Калиновская волость. В 1879—1880 годах от Калиновского было причислено 106 казаков и 16 государственных крестьян к новому селу Падинскому:262.
По данным за 1897 год в селе насчитывалось 570 дворов и 595 домов, в которых проживало 4155 чел. Коренные жители — малороссы, бывшие казаки Хопёрского полка, которые в 1869 году были переведены в гражданское сословие. Общая площадь земель, закреплённых за селом, составляла 22 288 десятин. Жителям Калиновского принадлежало 200 рощ, 150 фруктовых садов, а также много огородов, где выращивалась капуста, картофель, свекла и другие сельскохозяйственные культуры. Общественный лес занимал площадь в 266 десятин и эксплуатировался по плану, утверждённому Лесоохранительным комитетом. Питьевую воду брали из источников, расположенных в самом селе и в его окрестностях. Скот поился из устроенных при этих источниках корыт.
Земледелие и скотоводство являлись основным занятием местного населения. Землю вспахивали плугами, впрягая 4 пары волов или 2 пары лошадей. Многие крестьяне также использовали для обработки почвы сохи. Другие сельскохозяйственные орудия труда, например, молотилки и веялки, в селе были менее распространены. Жители Калиновского в большом количестве сеяли хлебные зерновые культуры: пшеницу, овёс и ячмень, а излишки хлеба затем сбывали скупщикам. В селе имелись 519 лошадей, 2100 голов крупного рогатого скота, 9000 овец, 200 коз и 1200 свиней. Скот продавался на ярмарках в ближайших сёлах, так как своего рынка в Калиновском не было.
На территории населённого пункта функционировали волостное правление, церковь, одноклассное народное училище ведомства Министерства народного просвещения, общественный запасный магазин для хлеба, двухкомнатная общественная квартира, 2 постоялых двора, 2 мануфактурных и 4 мелочных лавки, 7 питейных домов, 2 ренсковых погреба, 13 ветряных и 2 водяных мельницы, 2 овчинных завода, 2 маслобойни.
В 1902 году в селе проживало 5723 человека; количество надельной земли составляло 25 173 десятины (из них под посевами — 7384 десятины); количество голов крупного рогатого скота — 6277, овец — 11 824:15.
В 1918 году на Ставрополье начался процесс коллективизации, не получивший достаточного развития из-за гражданской войны. После окончательного установления советской власти в регионе стали создаваться коммуны и артели, организуемые бывшими красноармейцами. В 1920 году в селе Калиновском образовались артели «Заря Победы», «Победа Будённого», «Красная Звезда № 2». В 1921 году возникла артель «Рассвет Новой Жизни».
До 16 марта 2020 года село было административным центром упразднённого Калиновского сельсовета.

## Население
| 1789  | 1802  | 1812  | 1819  | 1844  | 1855  | 1858  | 1861  |
| ----- | ----- | ----- | ----- | ----- | ----- | ----- | ----- |
| 2605  | ↘1515 | ↗1657 | ↗1908 | ↗2572 | ↗2726 | →2726 | ↗2849 |
| 1867  | 1897  | 1902  | 1903  | 1925  | 1926  | 1939  | 1989  |
| ↘2062 | ↗5062 | ↗5723 | ↘5632 | ↗6892 | ↗8021 | ↘5730 | ↘4088 |
| 2002  | 2010  | 2014  | 2021  | 2023  |       |       |       |
| ↘3881 | ↗3955 | ↗4000 | ↘3437 | ↘3396 |       |       |       |

Первые сведения о населении слободы Калиновской Александровского уезда Кавказской губернии зафиксированы в «Ведомости казённых и партикулярных сёл, слобод и деревень в Кавказской губернии» за 18 декабря 1789 года. В соответствии с указанным источником число жителей слободы на тот момент составляло 2605 чел. На основании документов, хранящихся в фондах Государственного архива Ставропольского края, движение населения в течение последующих нескольких лет выглядело следующим образом: 1790 год − 1543 чел., 1814 год — 950 чел., 1829 год — 2581 человек (1388 мужчин и 1193 женщины), 1869 год — 3952 человека.
Согласно справочнику «Ставропольская губерния в статистическом, географическом, историческом и сельскохозяйственном отношениях» за 1897 год в селе Калиновском Александровского уезда Ставропольской губернии по окладным листам числилось 1169 чел., а по семейным спискам — 4155 человек (2073 мужчины и 2082 женщины); число иногородних составляло 39 чел. (22 мужчины и 17 женщин).
По итогам переписей населения в РФ, в 2002 году в Калиновском значилось 3881 чел. (1781 мужчина и 2100 женщин), в 2010 году — 3955 (1832 мужчины и 2123 женщины).
Согласно отчётам о работе администрации муниципального образования Калиновского сельсовета в 2013 году в селе проживало 3947 чел., в 2014 году — 3943 чел., в 2015 году — 3970 человек.
На 1 января 2017 года численность населения села Калиновского по данным администрации сельсовета составила 3699 чел., по данным районной администрации — 3668 чел.
Гендерный состав
По итогам переписи населения 2010 года проживали 1832 мужчины (46,32 %) и 2123 женщины (53,68 %).
Национальный состав
По итогам переписи населения 2010 года проживали следующие национальности (национальности менее 1 %, см. в сноске к строке «Другие»):
| Национальность | Численность | Процент |
| -------------- | ----------- | ------- |
| Русские        | 3573        | 90,34   |
| Цыгане         | 151         | 3,82    |
| Даргинцы       | 95          | 2,40    |
| Другие         | 136         | 3,44    |
| Итого          | 3955        | 100,00  |

## Инфраструктура
Жилая застройка в основном представлена индивидуальными жилыми одноэтажными домами с приусадебными участками. Количество жилых домов — 1630 (2013).
Есть отделение почтовой связи, отделение сбербанка, 2 отделения социальной службы, пожарная часть, участковая больница на 25 койко-мест (построена в 1971 году), 2 аптеки, ветеринарная лечебница, пекарня и др.
С северо-западной стороны населённого пункта расположено общественное открытое кладбище общей площадью 40 тыс. м².
Село газифицировано. Электроснабжение осуществляется от энергосистемы Ставропольского края. Центральное теплоснабжение частных домовладений, горячее водоснабжение, центральная канализация отсутствуют. Подачу тепла в учреждения социальной сферы обеспечивает одна котельная, работающая на природном газе. Жители частных домовладений используют автономные источники теплоснабжения.
Система водоснабжения централизованная, подача холодной питьевой воды по водопроводной сети предоставляется населению на хозяйственно-питьевые нужды и полив, а также на технологические нужды производственных предприятий, на пожаротушение. Источниками водоснабжения являются расположенные в границах сельского поселения каптированные родники, из которых вода самотёком направляется к потребителям. Доля водопотребления жителями Калиновского составляет 90 % от общего объёма подачи воды.

## Транспорт
Связь c другими населёнными пунктами осуществляется автомобильным видом транспорта. В границах села проходит автомобильная дорога межмуниципального значения «Калиновское — Чепурка — Александровское», соединяющая Калиновское с районным центром и обеспечивающая выход за пределы района и связь с краевым центром и соседними регионами. Ближайшая железнодорожная станция — Благодарное — расположена в 75 км.
В селе насчитывается 15 улиц, две из которых — Ленинская и Глазкова — имеют дороги с асфальтовым покрытием, остальные — с щебёночным покрытием. По улице Глазкова проложен участок автомобильной дороги «Северное — Калиновское».
Автостанции, автовокзалы отсутствуют. Имеется регулярное автобусное сообщение со следующими населёнными пунктами: село Александровское и хутор Чепурка (маршрут № 107 «с. Александровское — с. Калиновское»); город Светлоград, сёла Гофицкое и Грушевское, города Минеральные Воды и Пятигорск (маршрут № 530 «Светлоград, АС — Пятигорск, АВ»); села Александровское, Северное и Сергиевское, хутор Базовый, город Ставрополь (маршрут № 748 «Калиновское, ОП — Ставрополь, АВ»). Все маршруты обслуживаются автобусами малого класса.

## Связь и телекоммуникации
Население села пользуется услугами сотовой связи, предоставляемыми операторами «Билайн» (2G, 3G, 4G), «МегаФон» (2G, 3G), «МТС» (2G, 3G), «Yota» (2G, 3G), а также услугами телефонной связи и широкополосного доступа в Интернет, оказываемыми Ставропольским филиалом ПАО «Ростелеком».
Имеется радио- и телевещание. В рамках федеральной целевой программы «Развитие телерадиовещания в РФ на 2009—2018 годы» Ставропольским краевым радиотелевизионным передающим центром (филиал ФГУП «РТРС») на территории села построен телевизионный ретранслятор, в настоящее время обеспечивающий трансляцию пакета цифровых телеканалов «РТРС-1». Эфирное вещание ведётся на 23 ТВК (490 МГц).

## Экономика и производство
В период с 1943 по 1956 год в Калиновском функционировало более 8 колхозов. В 1954 году образован колхоз «Комсомолец», являвшийся градообразующим предприятием. В 1960—1980-х годах построены маслосырзавод, а также молочный и овцеводческие комплексы колхоза.
Сельскохозяйственную деятельность на территории современного села осуществляют Калиновский филиал ООО «Надежда», ООО «Калиновское», а также ряд мелких крестьянско-фермерских хозяйств. В Калиновском работает одна из трёх действующих в районе пекарен, производящая более 400 тонн хлеба в год. Промышленные предприятия в селе отсутствуют.

## Образование, культура и спорт
Первым учебным заведением в Калиновском стало открытое в 1872 году одноклассное училище, где проходили обучение 56 детей. На современном этапе объектами образования являются два детских сада (№ 14 «Калинка» и № 18 «Тополёк»), рассчитанные на 29 и 99 детей соответственно, и средняя общеобразовательная школа № 7 на 600 мест, за которой закреплена территория муниципального образования Калиновского сельсовета. Организован подвоз учащихся из отдалённых районов Калиновского, хуторов Чепурка и Розлив на школьных автобусах.
В Калиновском работает детская юношеская спортивная школа, имеются спортивные сооружения: стадион, спортплощадка и 3 спортивных зала.
Библиотечное обслуживание взрослого и детского населения осуществляют библиотеки-филиалы № 7 (открыта 22 октября 1921 года) и № 8 (открыта 27 мая 1962 года).
Дворец культуры открыт 8 декабря 1970 года. В нём в 2018 году открылась музейная комната казачьего быта.

## Памятники
Памятники археологии
В окрестностях села расположены Калиновское поселение (VIII—X вв. н. э.), курганные могильники «Калиновский-1» и «Калиновский-2», относящиеся к эпохе бронзы (средневековье). Представляют научную, историческую и культурную ценность, являются объектами археологического наследия.
Памятники градостроительства и архитектуры
В Калиновском находится единственный в Александровском районе сохранившийся и действующий храм, построенный до начала XX века — Свято-Дмитриевский (Храм Святого великомученика Димитрия Солунского). Заложен в 1887 году, освящён в 1893-м. При храме, строительство которого обошлось в 45 тыс. рублей, имелось 300 десятин земли. В 1907 году в нём произошёл пожар, уничтоживший часть иконостаса, ризницу, библиотеку и весь архив; на следующий год в здании был проведён ремонт.
Храм каменный, пятикупольный, общей площадью 514,42 м². С боков к нему примыкают придел с двумя престолами, освящёнными во имя святого великомученика Димитрия Солунского и в честь Сретения Господня, а также колокольня высотой 37 м. Внутри размещены иконы, датируемые XIX веком, которые представляют историко-художественную ценность. В 1995 году Свято-Дмитриевскому храму присвоен статус памятника градостроительства и архитектуры регионального значения (рег. № 261610491180005 (ЕГРОКН)).
Памятники истории
В Едином государственном реестре объектов культурного наследия (памятников истории и культуры) народов Российской Федерации и на портале «Культурное наследие» (закрыт в 2017 году) зарегистрированы следующие памятники истории регионального значения, находящиеся на территории Калиновского:
| Номер п/п | Наименование | Дата создания    | Местонахождение                   | Статус и регистрационный номер                                                                                  |
| --------- | --- | ---------------- | --------------------------------- | --- |
| 1.        | Братская могила воинов Советской Армии, павших смертью храбрых за освобождение села в годы Гражданской и Великой Отечественной войн в годы Великой Отечественной войны | 1918, 1943, 1956 | ул. Почтовая, 5 ул. Глазкова, 349 | Объект культурного наследия народов РФ регионального значения. Рег. № 261610645220005 (ЕГРОКН) ОКН № 2600092000 |
| 2.        | Братская могила жертв белогвардейщины, павших в 1917—1920 гг. | 1917—1920        | кладбище                          | Объект культурного наследия народов РФ регионального значения. Рег. № 261610645230005 (ЕГРОКН) ОКН № 2600093000 |

В 1960-е годы на территории средней общеобразовательной школы № 7 было произведено перезахоронение останков 9-ти военнослужащих Советской армии, погибших при освобождении Калиновского в период Великой Отечественной войны. Над братской могилой установлен обелиск.
В 1974 году на окраине села установлен памятник (обелиск) воинам-танкистам, погибшим при освобождении села.
В 1985 году в центре Калиновского открыт мемориальный памятник павшим в годы Великой Отечественной войны. На мемориальных плитах высечены имена 885-ти местных жителей, погибших на фронтах войны, и 9-ти военнослужащих 258-го кавалерийского полка, погибших при освобождении села.

## Люди, связанные с селом
- Кашпуров Иван Васильевич (1926, Калиновское — 1997, Ставрополь; похоронен в Калиновском) — ставропольский поэт, автор поэтических сборников «Дыхание степи» (1956), «Над седыми ковылями» (1958), «Вёрсты» (1967), «Осенний снег» (1969), «Певучие травы» (1972), «Дарую степь» (1978), «Синий край России» (1979), «Даль полынная» (1980), «Песня Калиновке» (1985), «Живущим ныне» (1987), «Избранные стихи» (1996), «Избранное» (2003). Заслуженный работник культуры РСФСР (1982)[82][83]. Именем Кашпурова названа одна из улиц села[48]. Имя поэта носят библиотека-филиал № 13 ЦБС г. Ставрополя[84]
- Мочалов Николай Михайлович (1937—2016) — главный агроном колхоза «Комсомолец», Герой Социалистического труда, награждён орденами Ленина, Трудового Красного знамени[85]
- Самохвалов Гавриил Михайлович (1918) — участник Великой Отечественной войны 1941—1945 гг., награждён орденами: Отечественной войны II степени, Славы III степени[86]
- Ситников Николай Григорьевич (1903—1971) — участник Великой Отечественной войны 1941—1945 гг., полный кавалер ордена Славы[87]
- Чаплыгина Александра Максимовна (1938) — бывшая доярка колхоза «Комсомолец» села Калиновского, награждена орденом Ленина[86]